# Archevêché de Tirana, Durrës et Elbasan

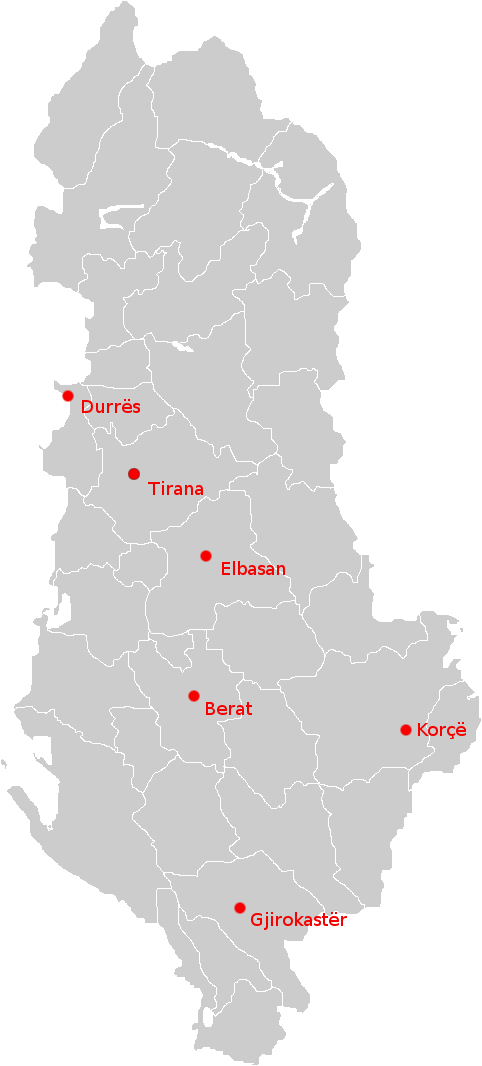
Les sièges des quatre évêques orthodoxes en Albanie.

L'archevêché orthodoxe de Tirana, Durrës et Elbasan a été restauré à partir de 1992. Depuis 1967 en effet, et jusqu'en 1989, toute vie religieuse était déclarée hors la loi en Albanie et sévèrement réprimée.
L'archevêque porte le titre d'archevêque de Tirana et de toute l'Albanie et il assume les fonctions de primat de l'Église orthodoxe d'Albanie.
Son siège est la cathédrale de la Résurrection-du-Christ de Tirana.